# Paraleuctra sinica
Paraleuctra sinica är en bäcksländeart som beskrevs av Yang, D. och C. Yang 1995. Paraleuctra sinica ingår i släktet Paraleuctra och familjen smalbäcksländor. Inga underarter finns listade i Catalogue of Life.